# 貝爾加拉 (昆迪納馬卡省)

貝爾加拉是哥倫比亞的城鎮，位於該國中部，由昆迪納馬卡省負責管轄，始建於1802年12月12日，面積146平方公里，海拔高度1,373米，2005年人口7,339，人口密度每平方公里50.27人。
5°10′N 74°20′W / 5.167°N 74.333°W